# Inżynier

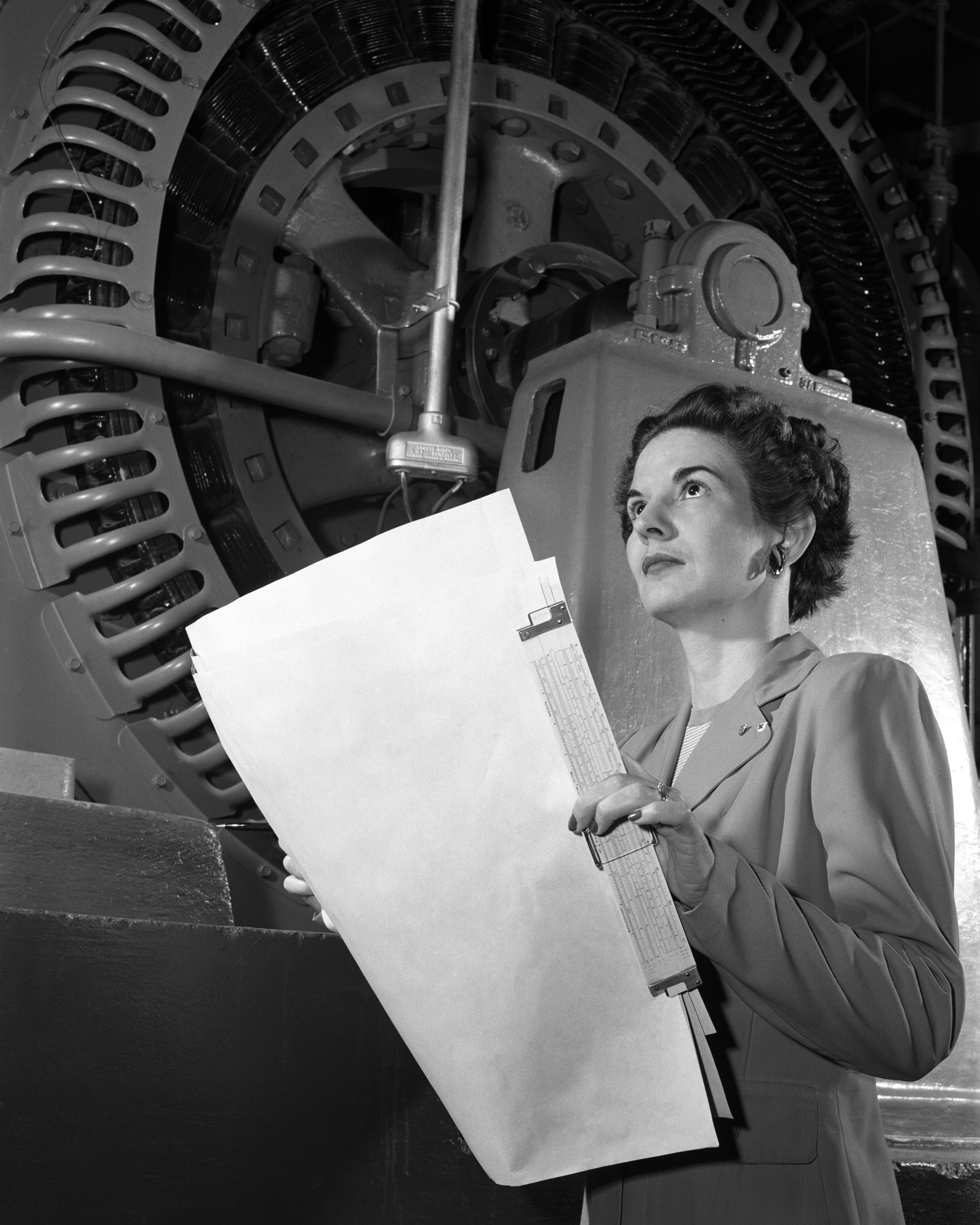
Kitty O’Brien Joyner, inżynier elektryk (1952)

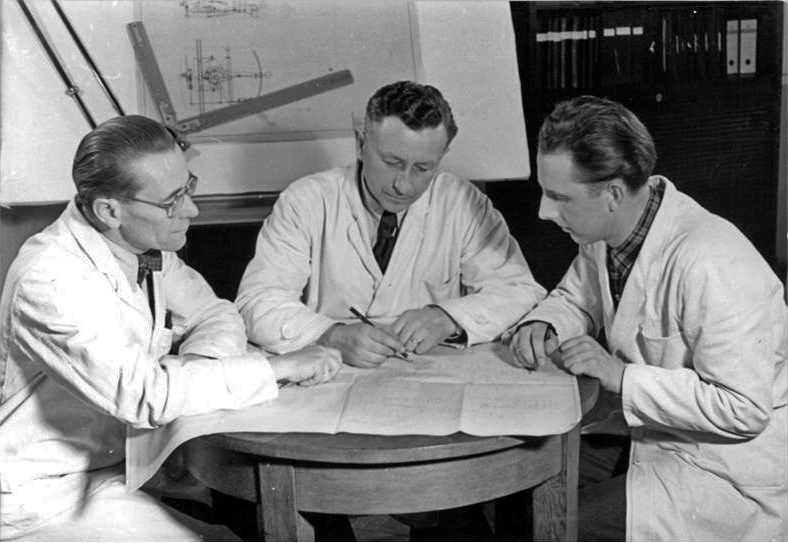
Inżynierowie projektujący prototyp (1954)

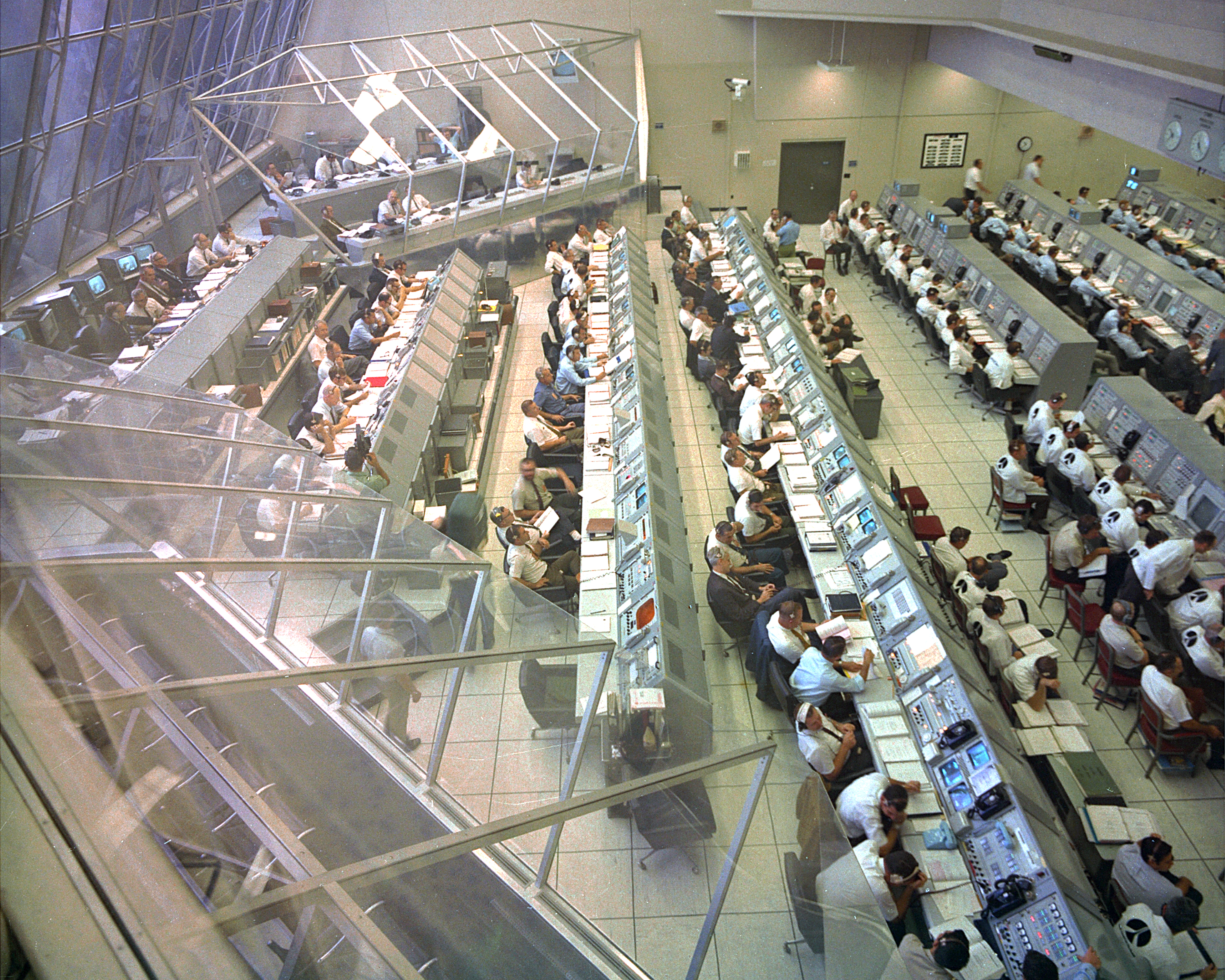
Inżynierowie NASA (1969)

Inżynier – osoba, która ma umiejętności i wiedzę zdobytą w zakresie nauk inżynieryjnych i technicznych. Jest to także określenie tytułu zawodowego nadawanego przez uczelnie po ukończeniu studiów inżynierskich.

## Etymologia słowa
Słowa inżynieria i inżynier pochodzą od francuskich wyrazów ingénieur oraz ingénierie. Określenia te pochodzą z kolei od starofrancuskiego terminu engigneor.
Francuskie ingénieur (człowiek twórczego umysłu, wynalazca, konstruktor w rozumieniu projektant i wykonawca w jednym) jest wyrazem ogólnoromańskim – z łacińskiego ingeniosus (wł. ingegnoso) oznaczającego osobę wyszkoloną, co pochodzi od łacińskiego ingenium (charakter, inteligencja, talent). Z języków romańskich przeszedł do innych języków indoeuropejskich. Bezpośrednią kontynuacją łacińskiego ingenium jest francuskie engin (narzędzie, broń, maszyna) i angielskie engine.

## Umiejętności
Inżynier stosuje metody naukowe oraz naukowy punkt widzenia do rozwiązywania i analizowania problemów technicznych, w czym pomaga mu jego wykształcenie. Praca inżyniera w znaczniej mierze jest umysłowa i kreatywna. Wymaga ona również umiejętności zarządzania.

## Wykształcenie inżynierskie
W szkolnictwie wyższym wiedza ta jest często poświadczana tytułem zawodowym.
Przykładowo w Polsce tytuł inżynierski to inżynier (odpowiednik ang. Bachelor of Engineering) lub magister inżynier (odpowiednik ang. Master of Engineering); nadaje się go na podstawie rozporządzenia, natomiast w Niemczech istnieje ustawa o ochronie tytułu zawodowego Ingenieur lub Ingenieurin (IngG).

## Historia
Pierwsze polskie stowarzyszenie inżynierskie Towarzystwo Politechniczne Polskie w Paryżu założył w 1835 roku generał oraz inżynier wojskowy Józef Bem.